# Hudson Line
De Hudson Line is een spoorlijn in de staat New York die langs de Hudsonrivier loopt. De lijn is eigendom van de Metropolitan Transportation Authority en loopt van de stad New York tot Poughkeepsie. Amtrak maakt gebruik van de lijn als onderdeel van de Empire Corridor. De lijn werd oorspronkelijk Hudson River Railroad genoemd, en was onderdeel van de "Water Level Route" naar Chicago.
Het gedeelte van Grand Central Terminal in New York tot Croton–Harmon is in het begin van de 20e eeuw geëlektrificeerd met een derde rail met een spanning van 750 volt.

## Geschiedenis
In 1846 werd de Hudson River Railroad Company opgericht om een spoorlijn aan te leggen tussen de stad New York en East-Albany (nu: Rensselaer). De spoorlijn werd in 1851 geopend. Het liep oorspronkelijk van 32nd Street in Manhattan naar Spuyten Duyvil, en vervolgens langs de Hudsonrivier naar East-Albany.
In 1863 werd de spoorlijn gekocht door Cornelius Vanderbilt en in 1867 gefuseerd tot de New York Central & Hudson River Railroad. Vanderbilt wilde een groot eindstation in New York en begon in 1869 met de bouw van de Grand Central Depot. De huidige Grand Central Terminal is in 1913 gebouwd. In 1914 werd de spoorlijn een onderdeel van New York Central Railroad. In 1968 werd het gefuseerd tot Penn Central, maar het bedrijf ging in 1970 failliet en werd genationaliseerd als Conrail.
In 1983 begon de Metropolitan Transportation Authority (MTA), de vervoersmaatschappij van de stad New York, het passagiersvervoer te verzorgen op de Hudson Line. In 2020 werd de Hudson Line, de Harlem Line en Grand Central Terminal gekocht door MTA.

## Galerij

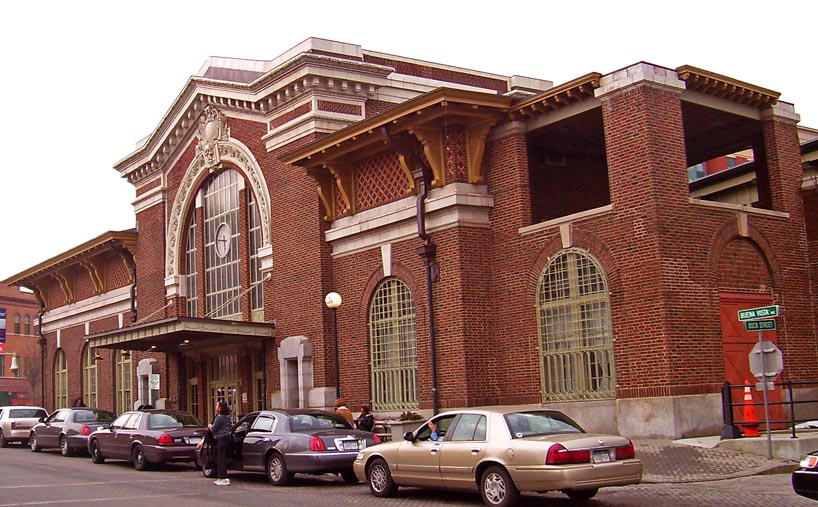
Station Yonkers
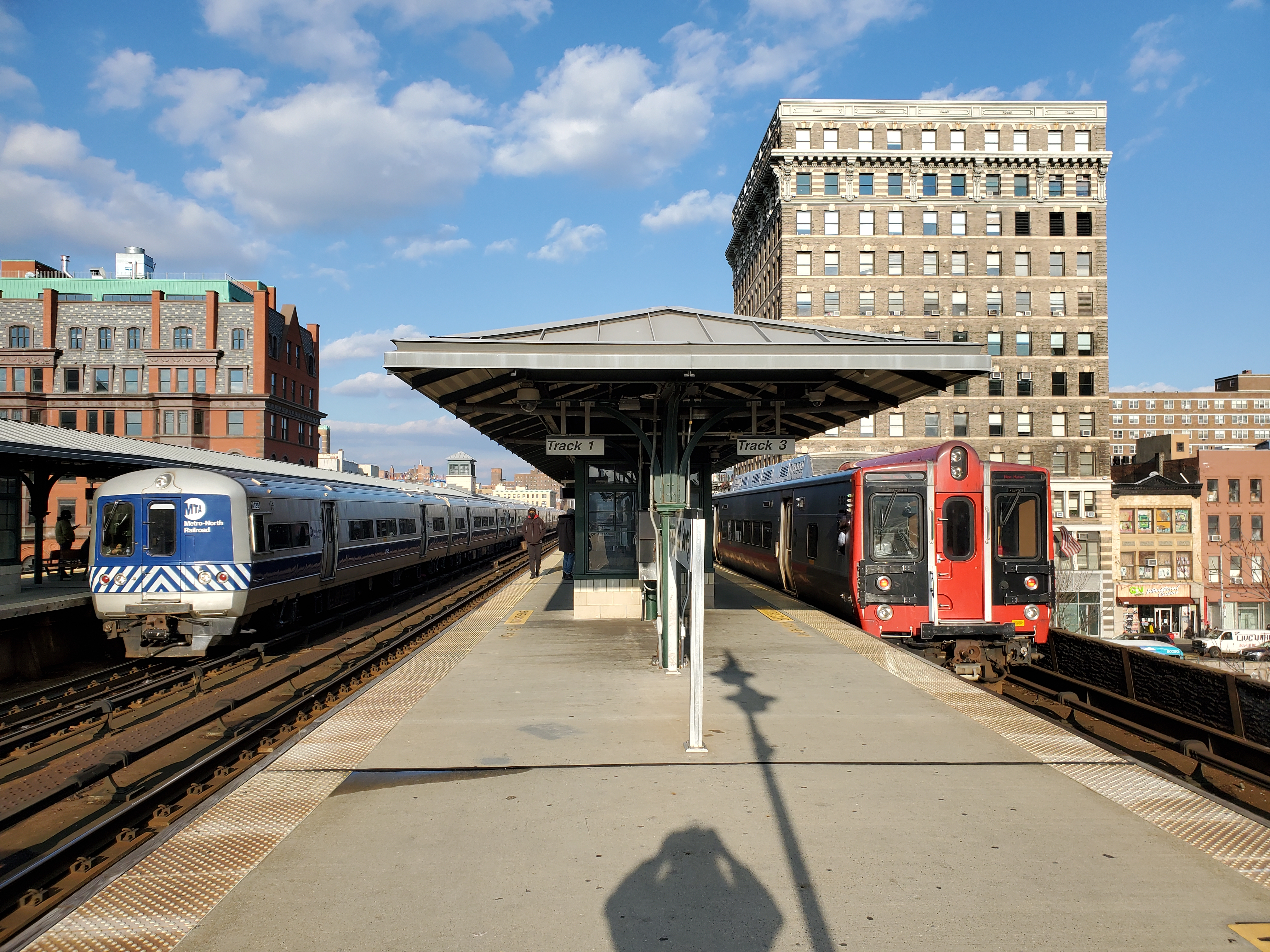
Harlem-125th Street
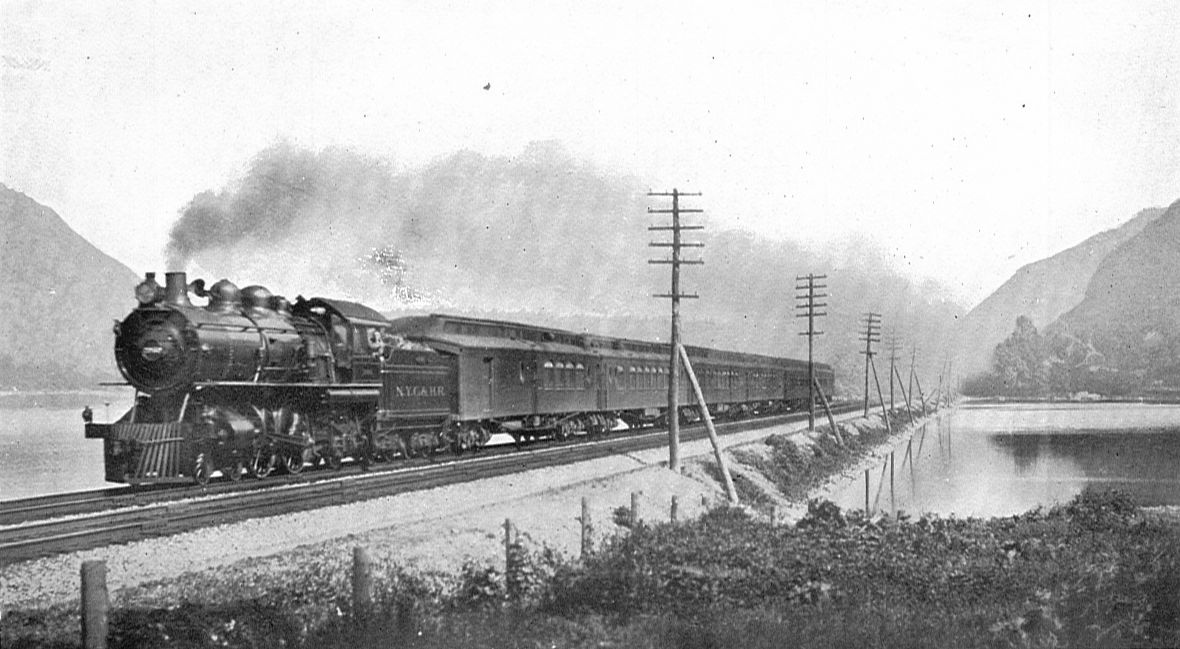
Chicago Express bij West Point met 145 km/u (1907)
Hoofdlijnen van de stad New York (De Hudson Line is groen)